# Orzales
Orzales es una localidad del municipio de Campoo de Yuso (Cantabria, España). En el año 2012 contaba con una población de 95 habitantes (INE). La localidad se encuentra a 848 metros de altitud sobre el nivel del mar, y a 5 kilómetros de la capital municipal, La Costana. La localidad es famosa por su pan, conocido en toda la comarca y está a orillas del embalse del Ebro.

## Paisaje y naturaleza
El elemento paisajístico más sobresaliente de Orzales es el brazo del pantano del Ebro que se extiende desde la parte sur del pueblo hasta la península de la Lastra. Por un puente de treinta y cuatro ojos que hay a las afueras, no muy lejos del cruce el pueblo de Quintana, se accede a esta península, un excepcional punto de observación de aves acuáticas.
Por la parte norte, en torno al arroyo de la Canal, existe un bosque de roble de las mismas características, en cuanto a especies y calidad del arbolado, que apreciamos en diversas agrupaciones que cubren la falda meridional de los montes de Campoo de Yuso desde el Pico Haro a Peñas Gordas.
En las proximidades de esta localidad también existió un aeródromo construido durante la Guerra Civil, que estuvo en uso hasta 1939. Hay un monumento con una héliceque lo recuerda a las afueras del pueblo.

## Patrimonio histórico

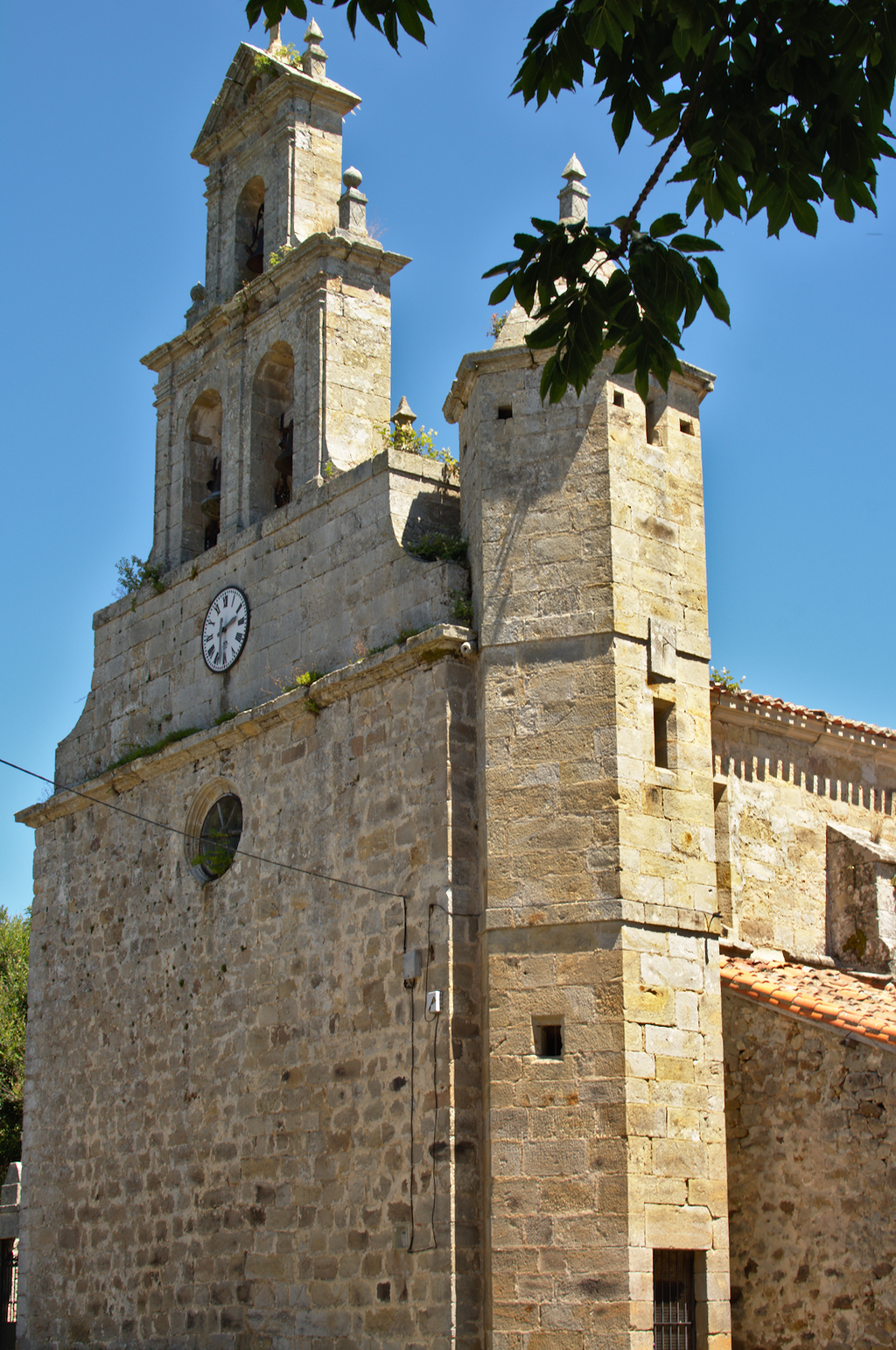
Iglesia de San Román

La iglesia de San Román es quizá el edificio religioso más bello de Campoo de Yuso. Su origen es románico como se muestra en la arquería ciega que hay junto a la portada y en el ábside semicircular al interior. En el siglo XVII, se reforma toda la estructura de la nave y se enmascara exteriormente la forma semicircular del ábside románico con una cabecera poligonal similar a las que encontramos en otras iglesias de Campoo de Yuso tradición gótica (Monegro, Villasuso). Más acorde con la estética barroquista del siglo XVIII parecen estar la espadaña, de elegante silueta, y la curiosa torre hexagonal pegada a ella por la que se accede a las troneras.
No es nada desdeñable la arquitectura tradicional de Orzales que encontramos especialmente en algunas alineaciones de casas del barrio de Villasomera. Junto a la carretera comarcal, destaca el chalet de El Mozo; de patrimonio civil construido en los años posteriores a la inundación del pantano en que se mantienen los principios de la arquitectura regionalista montañesa que tanto éxito tuvo en las dos décadas anteriores a la Guerra Civil.